# Casa municipale (Praga)
La Casa Municipale (in ceco Obecní dům) è uno storico edificio della città di Praga nella Repubblica Ceca.

## Storia
L'edificio venne eretto tra il 1905 e il 1912 secondo il progetto degli architetti Osvald Polívka e Antonín Balšánek nel luogo in cui sorgeva il Palazzo della Corte Reale. Quest'ultimo fu residenza, tra il 1383 e il 1485, di monarchi, ma poi fu abbandonato per secoli ed infine demolito all'inizio del XX secolo.

## Descrizione
Il palazzo sorge nella Città Vecchia di Praga.
La Casa Municipale è uno dei più significativi edifici in Art Nouveau di Praga. L'esterno è abbellito con stucchi e statue allegoriche. La casa, costituita da un corpo centrale e due ali simmetriche, si sviluppa di fianco alla Porta delle Polveri.

## Galleria d'immagini

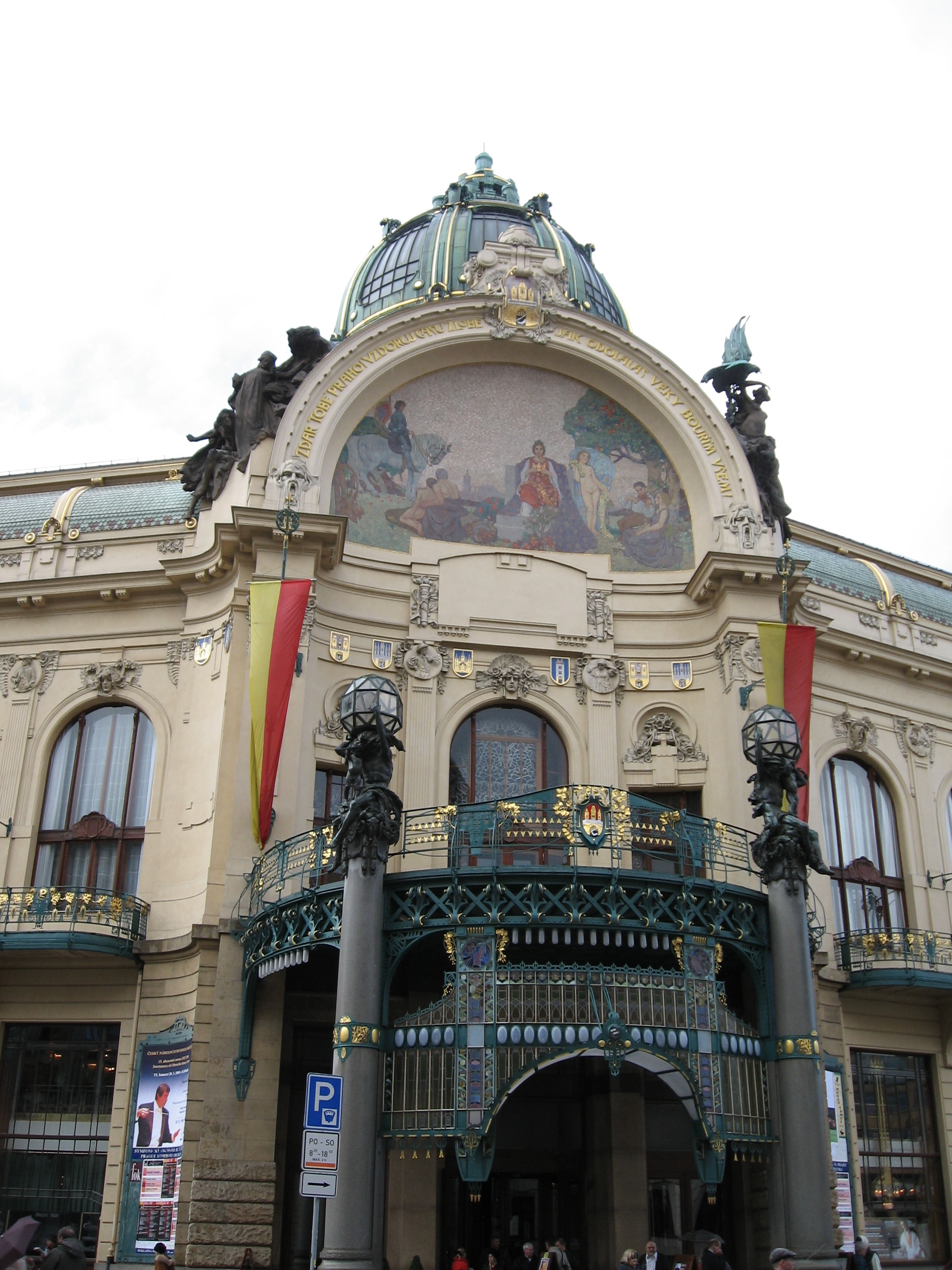
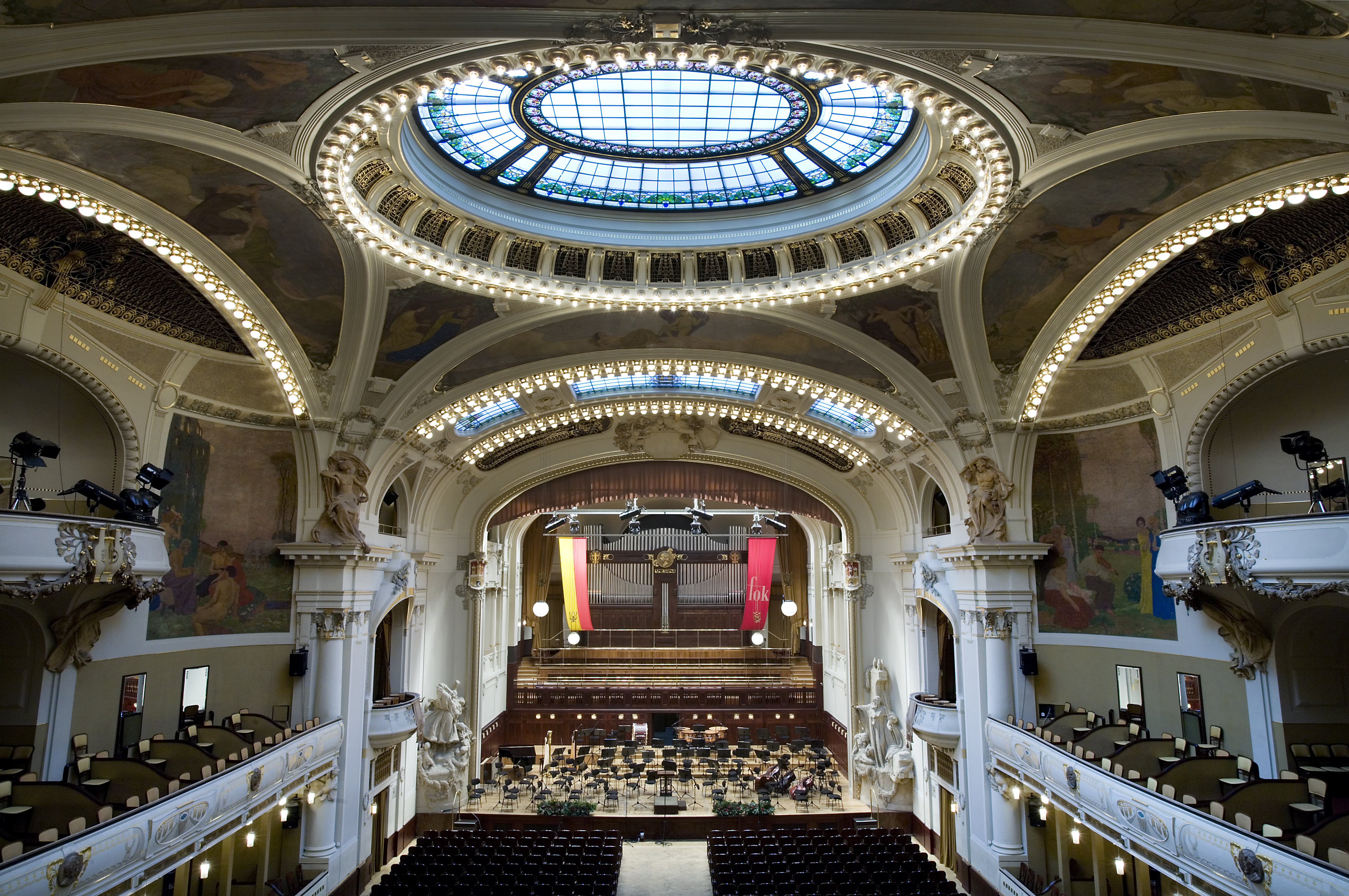
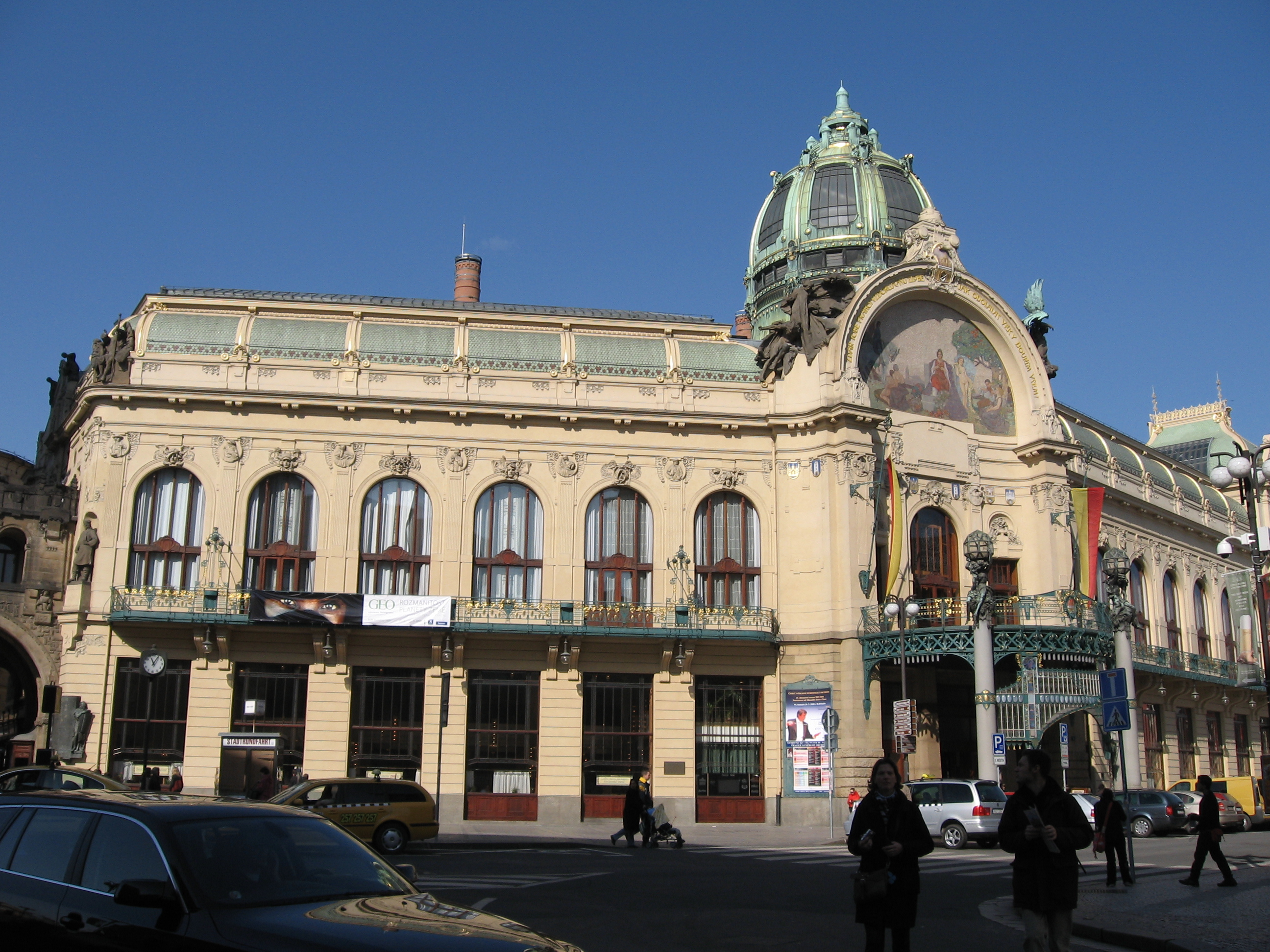